# Greci (okręg Vâlcea)
Greci – wieś w Rumunii, w okręgu Vâlcea, w gminie Mateești. W 2011 roku liczyła 560 mieszkańców.